# Großer Preis der USA 1987
Der Große Preis der USA 1987 (offiziell 6th Detroit Grand Prix) fand am 21. Juni auf dem Detroit Street Circuit in Detroit statt und war das fünfte Rennen der Formel-1-Weltmeisterschaft 1987.

## Berichte

### Hintergrund
Ein im Vergleich zum Großen Preis von Monaco drei Wochen zuvor unverändertes Teilnehmerfeld trat zum fünften WM-Lauf des Jahres in Detroit an.

### Training
Erneut qualifizierten sich mit Nigel Mansell, Ayrton Senna und Nelson Piquet drei mit Honda-Motoren ausgestattete Piloten für die ersten drei Startplätze. Thierry Boutsen folgte mit einer gegenüber Piquet um mehr als eine Sekunde langsameren Rundenzeit auf dem vierten Platz vor dem amtierenden Weltmeister Alain Prost sowie Eddie Cheever und Michele Alboreto.

### Rennen
Während Nigel Mansell seine Pole-Position in eine Führung umsetzte, beschädigte Stefan Johansson im Zuge einer leichten Kollision mit Derek Warwick seinen Frontflügel. Zudem kollidierte Satoru Nakajima zunächst mit Ivan Capelli und kurz darauf mit Adrián Campos.
In der dritten Runde konnte Piquet seinen dritten Rang nicht mehr gegen Cheever verteidigen. Er beschädigte sich im Zuge des Duells einen Reifen und musste aufgrund dessen einen unplanmäßigen Boxenstopp absolvieren, der ihn bis auf den 21. Rang zurückwarf. Cheever duellierte sich daraufhin mit Teo Fabi um den dritten Platz. Als der Italiener in der siebten Runde zum Überholen ansetzte, kam es zu einer Kollision der beiden. Fabi musste das Rennen daraufhin an der Box aufgeben, Cheever benötigte neue Reifen und fiel ans Ende des Feldes zurück. Dadurch gelangte Alboreto auf den dritten Rang, gefolgt von Boutsen und Prost.
Bis zur 25. Runde gelangte Prost an Boutsen und Alboreto vorbei auf den dritten Platz. Im Zuge der regulären Boxenstopps klemmte an Mansells Wagen eine Radmutter, wodurch er rund zehn Sekunden verlor. Senna gelangte dadurch in Führung. Piquet hatte sich unterdessen wieder bis auf den vierten Rang nach vorn gekämpft. In der 43. Runde überholte er Prost.
Senna siegte souverän, da Mansell ab Runde 53 auf den fünften Platz hinter Piquet, Prost und Gerhard Berger zurückgefallen war. Cheever erreichte das Ziel als Sechster und sicherte sich so den letzten Punkt des Tages.

## Meldeliste
| Team                           | Nr. | Fahrer             | Chassis        | Motor                         | Reifen |
| ------------------------------ | --- | ------------------ | -------------- | ----------------------------- | ------ |
| Marlboro McLaren International | 01  | Alain Prost        | McLaren MP4/3  | TAG/Porsche TTE PO1 1.5 V6t   | G      |
| Marlboro McLaren International | 02  | Stefan Johansson   | McLaren MP4/3  | TAG/Porsche TTE PO1 1.5 V6t   | G      |
| Data General Team Tyrrell      | 03  | Jonathan Palmer    | Tyrrell DG016  | Ford Cosworth DFZ 3.5 V8      | G      |
| Data General Team Tyrrell      | 04  | Philippe Streiff   | Tyrrell DG016  | Ford Cosworth DFZ 3.5 V8      | G      |
| Canon Williams Honda Team      | 05  | Nigel Mansell      | Williams FW11B | Honda RA167E 1.5 V6t          | G      |
| Canon Williams Honda Team      | 06  | Nelson Piquet      | Williams FW11B | Honda RA167E 1.5 V6t          | G      |
| Motor Racing Developments      | 07  | Riccardo Patrese   | Brabham BT56   | BMW M12/13 1.5 L4t            | G      |
| Motor Racing Developments      | 08  | Andrea de Cesaris  | Brabham BT56   | BMW M12/13 1.5 L4t            | G      |
| West Zakspeed Racing           | 09  | Martin Brundle     | Zakspeed 871   | Zakspeed 1500/4 1.5 L4t       | G      |
| West Zakspeed Racing           | 10  | Christian Danner   | Zakspeed 871   | Zakspeed 1500/4 1.5 L4t       | G      |
| Camel Team Lotus Honda         | 11  | Satoru Nakajima    | Lotus 99T      | Honda RA166E 1.5 V6t          | G      |
| Camel Team Lotus Honda         | 12  | Ayrton Senna       | Lotus 99T      | Honda RA166E 1.5 V6t          | G      |
| Team El Charro AGS             | 14  | Pascal Fabre       | AGS JH22       | Ford Cosworth DFZ 3.5 V8      | G      |
| Leyton House March Racing Team | 16  | Ivan Capelli       | March 871      | Ford Cosworth DFZ 3.5 V8      | G      |
| USF&G Arrows Megatron          | 17  | Derek Warwick      | Arrows A10     | Megatron M12/13 1.5 L4t       | G      |
| USF&G Arrows Megatron          | 18  | Eddie Cheever      | Arrows A10     | Megatron M12/13 1.5 L4t       | G      |
| Benetton Formula Ltd           | 19  | Teo Fabi           | Benetton B187  | Ford Cosworth GBA 1.5 V6 t    | G      |
| Benetton Formula Ltd           | 20  | Thierry Boutsen    | Benetton B187  | Ford Cosworth GBA 1.5 V6 t    | G      |
| Osella Squadra Corse           | 21  | Alex Caffi         | Osella FA1I    | Alfa Romeo 890T 1.5 V8t       | G      |
| Minardi F1 Team                | 23  | Adrián Campos      | Minardi M187   | Motori Moderni 615-90 1.5 V6t | G      |
| Minardi F1 Team                | 24  | Alessandro Nannini | Minardi M187   | Motori Moderni 615-90 1.5 V6t | G      |
| Ligier Loto                    | 25  | René Arnoux        | Ligier JS29B   | Megatron M12/13 1.5 L4t       | G      |
| Ligier Loto                    | 26  | Piercarlo Ghinzani | Ligier JS29B   | Megatron M12/13 1.5 L4t       | G      |
| Scuderia Ferrari SpA SEFAC     | 27  | Michele Alboreto   | Ferrari F1/87  | Ferrari 033D 1.5 V6t          | G      |
| Scuderia Ferrari SpA SEFAC     | 28  | Gerhard Berger     | Ferrari F1/87  | Ferrari 033D 1.5 V6t          | G      |
| Larrousse Calmels              | 30  | Philippe Alliot    | Lola LC87      | Ford Cosworth DFZ 3.5 V8      | G      |

## Klassifikationen

### Qualifying
| Pos. | Fahrer             | Konstrukteur           | 1. Qualifikationstraining | 1. Qualifikationstraining | 2. Qualifikationstraining | 2. Qualifikationstraining | Start |
| Pos. | Fahrer             | Konstrukteur           | Zeit                      | Ø-Geschwindigkeit         | Zeit                      | Ø-Geschwindigkeit         | Start |
| ---- | ------------------ | ---------------------- | ------------------------- | ------------------------- | ------------------------- | ------------------------- | ----- |
| 01   | Nigel Mansell      | Williams-Honda         | 1:42,223                  | 141,678 km/h              | 1:39,264                  | 145,902 km/h              | 01    |
| 02   | Ayrton Senna       | Lotus-Honda            | 1:42,985                  | 140,630 km/h              | 1:40,607                  | 143,954 km/h              | 02    |
| 03   | Nelson Piquet      | Williams-Honda         | 1:43,152                  | 140,403 km/h              | 1:40,942                  | 143,476 km/h              | 03    |
| 04   | Thierry Boutsen    | Benetton-Ford          | 1:44,686                  | 138,345 km/h              | 1:42,050                  | 141,919 km/h              | 04    |
| 05   | Alain Prost        | McLaren-TAG-Porsche    | 1:46,042                  | 136,576 km/h              | 1:42,357                  | 141,493 km/h              | 05    |
| 06   | Eddie Cheever      | Arrows-Megatron        | 1:45,296                  | 137,544 km/h              | 1:42,361                  | 141,487 km/h              | 06    |
| 07   | Michele Alboreto   | Ferrari                | 1:45,437                  | 137,360 km/h              | 1:42,684                  | 141,042 km/h              | 07    |
| 08   | Teo Fabi           | Benetton-Ford          | 1:47,064                  | 135,272 km/h              | 1:42,918                  | 140,722 km/h              | 08    |
| 09   | Riccardo Patrese   | Brabham-BMW            | 1:46,932                  | 135,439 km/h              | 1:43,479                  | 139,959 km/h              | 09    |
| 10   | Derek Warwick      | Arrows-Megatron        | 1:45,234                  | 137,625 km/h              | 1:43,541                  | 139,875 km/h              | 10    |
| 11   | Stefan Johansson   | McLaren-TAG-Porsche    | 1:46,623                  | 135,832 km/h              | 1:43,797                  | 139,530 km/h              | 11    |
| 12   | Gerhard Berger     | Ferrari                | 1:45,054                  | 137,861 km/h              | 1:43,816                  | 139,505 km/h              | 12    |
| 13   | Jonathan Palmer    | Tyrrell-Ford           | 1:47,010                  | 135,341 km/h              | 1:44,350                  | 138,791 km/h              | 13    |
| 14   | Philippe Streiff   | Tyrrell-Ford           | 1:47,963                  | 134,146 km/h              | 1:45,037                  | 137,883 km/h              | 14    |
| 15   | Martin Brundle     | Zakspeed               | 1:48,932                  | 132,953 km/h              | 1:45,291                  | 137,550 km/h              | 15    |
| 16   | Christian Danner   | Zakspeed               | 1:48,867                  | 133,032 km/h              | 1:45,740                  | 136,966 km/h              | 16    |
| 17   | Andrea de Cesaris  | Brabham-BMW            | 1:47,670                  | 134,511 km/h              | 1:46,046                  | 136,571 km/h              | 17    |
| 18   | Alessandro Nannini | Minardi-Motori Moderni | 1:46,449                  | 136,054 km/h              | 1:46,083                  | 136,523 km/h              | 18    |
| 19   | Alex Caffi         | Osella-Alfa Romeo      | 1:55,787                  | 125,081 km/h              | 1:46,124                  | 136,471 km/h              | 19    |
| 20   | Philippe Alliot    | Lola-Ford              | 1:47,470                  | 134,761 km/h              | 1:46,194                  | 136,381 km/h              | 20    |
| 21   | René Arnoux        | Ligier-Megatron        | 1:48,338                  | 133,682 km/h              | 1:46,211                  | 136,359 km/h              | 21    |
| 22   | Ivan Capelli       | March-Ford             | 1:49,969                  | 131,699 km/h              | 1:46,269                  | 136,284 km/h              | 22    |
| 23   | Piercarlo Ghinzani | Ligier-Megatron        | 1:48,661                  | 133,284 km/h              | 1:47,471                  | 134,760 km/h              | 23    |
| 24   | Satoru Nakajima    | Lotus-Honda            | 1:51,355                  | 130,060 km/h              | 1:48,801                  | 133,113 km/h              | 24    |
| 25   | Adrián Campos      | Minardi-Motori Moderni | 1:50,495                  | 131,072 km/h              | 3:26,319                  | 70,196 km/h               | 25    |
| 26   | Pascal Fabre       | AGS-Ford               | 1:57,475                  | 123,284 km/h              | 1:53,644                  | 127,440 km/h              | 26    |

### Rennen
| Pos. | Fahrer             | Konstrukteur           | Runden | Stopps | Zeit        | Start | Schnellste Runde |
| ---- | ------------------ | ---------------------- | ------ | ------ | ----------- | ----- | ---------------- |
| 01   | Ayrton Senna       | Lotus-Honda            | 63     | 0      | 1:50:16,358 | 02    | 1:40,464         |
| 02   | Nelson Piquet      | Williams-Honda         | 63     | 1      | + 33,819    | 03    | 1:41,196         |
| 03   | Alain Prost        | McLaren-TAG-Porsche    | 63     | 1      | + 45,327    | 05    | 1:41,340         |
| 04   | Gerhard Berger     | Ferrari                | 63     | 0      | + 1:02,601  | 12    | 1:42,238         |
| 05   | Nigel Mansell      | Williams-Honda         | 62     | 1      | + 1 Runde   | 01    | 1:40,535         |
| 06   | Eddie Cheever      | Arrows-Megatron        | 60     | 1      | DNF         | 06    | 1:43,951         |
| 07   | Stefan Johansson   | McLaren-TAG-Porsche    | 60     | 0      | + 3 Runden  | 11    | 1:42,332         |
| 08   | Christian Danner   | Zakspeed               | 60     | 0      | + 3 Runden  | 16    | 1:47,532         |
| 09   | Riccardo Patrese   | Brabham-BMW            | 60     | 0      | + 3 Runden  | 09    | 1:44,255         |
| 10   | René Arnoux        | Ligier-Megatron        | 60     | 0      | + 3 Runden  | 21    | 1:46,937         |
| 11   | Jonathan Palmer    | Tyrrell-Ford           | 60     | 0      | + 3 Runden  | 13    | 1:44,048         |
| 12   | Pascal Fabre       | AGS-Ford               | 58     | 0      | + 5 Runden  | 26    | 1:50,309         |
| –    | Thierry Boutsen    | Benetton-Ford          | 52     | 0      | DNF         | 04    | 1:42,252         |
| –    | Piercarlo Ghinzani | Ligier-Megatron        | 51     | 0      | NC          | 23    | 1:47,477         |
| –    | Philippe Streiff   | Tyrrell-Ford           | 44     | 0      | DNF         | 14    | 1:46,048         |
| –    | Philippe Alliot    | Lola-Ford              | 38     | 0      | DNF         | 20    | 1:45,869         |
| –    | Michele Alboreto   | Ferrari                | 25     | 0      | DNF         | 07    | 1:45,016         |
| –    | Alessandro Nannini | Minardi-Motori Moderni | 22     | 0      | DNF         | 18    | 1:47,069         |
| –    | Martin Brundle     | Zakspeed               | 16     | 1      | DNF         | 15    | 1:48,744         |
| –    | Derek Warwick      | Arrows-Megatron        | 12     | 0      | DNF         | 10    | 1:47,260         |
| –    | Ivan Capelli       | March-Ford             | 9      | 0      | DNF         | 22    | 1:49,341         |
| –    | Teo Fabi           | Benetton-Ford          | 6      | 0      | DNF         | 08    | 1:48,325         |
| –    | Alex Caffi         | Osella-Alfa Romeo      | 3      | 0      | DNF         | 19    | 1:53,496         |
| –    | Andrea de Cesaris  | Brabham-BMW            | 2      | 0      | DNF         | 17    | 1:53,860         |
| –    | Adrián Campos      | Minardi-Motori Moderni | 1      | 0      | DNF         | 25    | 2:16,237         |
| –    | Satoru Nakajima    | Lotus-Honda            | 0      | 0      | DNF         | 24    | –                |

## WM-Stände nach dem Rennen
Die ersten sechs des Rennens bekamen 9, 6, 4, 3, 2 bzw. 1 Punkt(e).  In der Fahrerwertung wurden die besten elf Resultate, in der Konstrukteurswertung alle Resultate gewertet.

### Fahrerwertung
| Pos. | Fahrer            | Konstrukteur        | Punkte |
| ---- | ----------------- | ------------------- | ------ |
| 01   | Ayrton Senna      | Lotus-Honda         | 24     |
| 02   | Alain Prost       | McLaren-TAG-Porsche | 22     |
| 03   | Nelson Piquet     | Williams-Honda      | 18     |
| 04   | Stefan Johansson  | McLaren-TAG-Porsche | 13     |
| 05   | Nigel Mansell     | Williams-Honda      | 12     |
| 06   | Gerhard Berger    | Ferrari             | 9      |
| 07   | Michele Alboreto  | Ferrari             | 8      |
| 08   | Andrea de Cesaris | Brabham-BMW         | 4      |
| 09   | Eddie Cheever     | Arrows-Megatron     | 4      |
| 10   | Satoru Nakajima   | Lotus-Honda         | 3      |
| 11   | Thierry Boutsen   | Benetton-Ford       | 2      |
| 12   | Martin Brundle    | Zakspeed            | 2      |
| 13   | Jonathan Palmer   | Tyrrell-Ford        | 2      |
| 14   | René Arnoux       | Ligier-Megatron     | 1      |

| Pos. | Fahrer             | Konstrukteur           | Punkte |
| ---- | ------------------ | ---------------------- | ------ |
| 15   | Ivan Capelli       | March-Ford             | 1      |
| 16   | Christian Danner   | Zakspeed               | 0      |
| 17   | Piercarlo Ghinzani | Ligier-Megatron        | 0      |
| 18   | Philippe Streiff   | Tyrrell-Ford           | 0      |
| 19   | Philippe Alliot    | Lola-Ford              | 0      |
| 20   | Teo Fabi           | Benetton-Ford          | 0      |
| 21   | Riccardo Patrese   | Brabham-BMW            | 0      |
| 22   | Pascal Fabre       | AGS-Ford               | 0      |
| 23   | Derek Warwick      | Arrows-Megatron        | 0      |
| 24   | Alex Caffi         | Osella-Alfa Romeo      | 0      |
| –    | Alessandro Nannini | Minardi-Motori Moderni | 0      |
| –    | Adrián Campos      | Minardi-Motori Moderni | 0      |
| –    | Gabriele Tarquini  | Osella-Alfa Romeo      | 0      |

### Konstrukteurswertung
| Pos. | Konstrukteur        | Punkte |
| ---- | ------------------- | ------ |
| 01   | McLaren-TAG-Porsche | 35     |
| 02   | Williams-Honda      | 30     |
| 03   | Lotus-Honda         | 27     |
| 04   | Ferrari             | 17     |
| 05   | Brabham-BMW         | 4      |
| 06   | Arrows-Megatron     | 4      |
| 07   | Benetton-Ford       | 2      |
| 08   | Zakspeed            | 2      |

| Pos. | Konstrukteur           | Punkte |
| ---- | ---------------------- | ------ |
| 09   | Tyrrell-Ford           | 2      |
| 10   | Ligier-Megatron        | 1      |
| 11   | March-Ford             | 1      |
| 12   | Lola-Ford              | 0      |
| 13   | AGS-Ford               | 0      |
| 14   | Osella-Alfa Romeo      | 0      |
| –    | Minardi-Motori Moderni | 0      |